# Кондраєць-Панський (Мазовецьке воєводство)
Кондраєць-Панський (пол. Kondrajec Pański) — село в Польщі, у гміні Гліноєцьк Цехановського повіту Мазовецького воєводства.
Населення — 395 осіб (2011).
У 1975—1998 роках село належало до Цехановського воєводства.

## Демографія
Демографічна структура станом на 31 березня 2011 року:
|          | Загалом | Допрацездатний вік | Працездатний вік | Постпрацездатний вік |
| -------- | ------- | ------------------ | ---------------- | -------------------- |
| Чоловіки | 207     | 50                 | 141              | 16                   |
| Жінки    | 188     | 36                 | 120              | 32                   |
| Разом    | 395     | 86                 | 261              | 48                   |